# Jacob Ammen
Jacob Ammen, ameriški general, pedagog, matematik, inženir in geodet, * 7. januar 1806, † 6. februar 1894.